# Uazebe
Uazebe ( grafado em Gueês como W`ZB) ou Ela Gabaz foi o 20º governante do Reino de Axum de meados do século VI. Usa o nome "Ela Gabaz" em suas moedas, mas se nomeou Uazebe numa inscrição em que afirmou ser o "filho de Ela Asbá" (Elesbão  / Calebe).  Seu título real era bisi hadefan 

## Reinado
Pouco se sabe de sua história, em uma discussão sobre esse rei, Munro-Hay baseia-se na história de Abba Libanos, o "Apóstolo da Eritreia", no qual é mencionado um rei chamado "Za-Gabaza Axum", para sugerir que Ela Gabaz e Za-Gabaza podem ser os epítetos que Uazebe adotou e indicam que fez alguma construção importante na Igreja de Santa Maria de Sião em Axum. 